# Mamadou Alpha Bah
Pour les articles homonymes, voir Ba (nom de famille).
Mamadou Alpha Bah est un député et homme politique guinéen. Il est député à l'Assemblée nationale, élu le entre 2020 et 2021.

## Parcours politique
Il est membre du parti Nouvelles forces démocratiques (NFD),, présidé par l'ancien député et ancien ministre Mouctar Diallo.
Député sous l'étiquette du NFD aux élections législatives du 22 mars 2020, il est le 2e vice-président de la commission communication, des nouvelles technologies de l'information (NTI) de son élection le 22 avril 2020 jusqu'au 5 septembre 2021,.